# برج کانون خورشیدی
برج خورشیدی(به انگلیسی: solar power tower) یا نیروگاه برج مرکزی (به انگلیسی: central tower power plants) یا نیروگاه خورپا (به انگلیسی: heliostat power plants) گونه‌ای از کوره خورشیدی است که از یک برج مرکزی به عنوان کانون برای دریافت نور خورشید استفاده می‌کند سپس معمولاً این کانون آب منبعی را به بخار تبدیل نموده و از نیروی بخار توسط چرخش توربین بخار برق تولید میگردد.